# Dasyhelea clavifula
Dasyhelea clavifula är en tvåvingeart som beskrevs av Tokunaga 1940. Dasyhelea clavifula ingår i släktet Dasyhelea och familjen svidknott. Inga underarter finns listade i Catalogue of Life.